# Haven-1
Haven-1 je plánovaná malá vesmírná stanice, kterou vyvíjí americká kosmická společnost Vast Space. Vynesení stanice nosnou raketou Falcon 9 společnosti SpaceX na nízkou oběžnou dráhu Země je prozatím naplánováno nejdříve na květen 2026. O měsíc se také počítá s příletem mise Vast-1 s první z několika čtyřčlenných posádek. Stanice bude mít jednoduchý design a systémy podpory života jí poskytnou kosmické lodě Crew Dragon, které budou jednotlivé posádky na stanici dopravovat.

## Historie
Vast Space, která vznikla v roce 2021, oznámila v květnu 2023 časový plán nejbližších kroků svého vesmírného programu. Vyplynulo z něj, že nejdříve v srpnu 2025 vypustí na raketě Falcon 9 jediný modul, který bude považovat za vůbec první soukromou vesmírnou stanici v historii dobývání vesmíru pod označením Haven-1. Stanice byla představena jako předstupeň mnohem větších vesmírných stanic, na jejich vývoji už společnost v té době pracovala.
Max Haot, prezident společnosti, při té příležitosti řekl, že pro Vast Space je důležité být na oběžné dráze první, ale současně s plnohodnotnou vesmírnou stanicí. A dodal, že věří, že jednoduchost volně létajícího modulu zvítězí nad složitostmi spojenými s modulem, který se má stát součástí ISS, včetně spolupráce s různými partnery stanice. Narážel tím na přístup konkurenční společnosti Axiom Space, která se před zřízením vlastní samostatné stanice chystá připojit k ISS jeden nebo několik modulů.
To vedlo k několika zásadním rozhodnutím pro úsporu času. Vast Space především získala některé již existující podsystémy (např. pohon a avioniku), když v únoru 2023 odkoupila startup pro vesmírnou dopravu Launcher. Ten v roce 2017 založil právě Haot a vyvinul s ním vesmírný tahač Orbiter pro hromadnou dopravu malých satelitů na dráhy, na které by se samy nezvládly dostat. Vedle toho Vast Space při návrhu Haven-1 kladla důraz na jednoduchost, aby mohl být modul vyvinut rychle a bezpečně. Proto také přistoupila na možnost, že by kosmická loď Crew Dragon – na rozdíl od cest k ISS –.byla po celou dobu mise k Haven-1 v aktivním stavu, což by umožnilo využít její systémy podpory života. V důsledku tohoto přístupu může být modul vyroben poměrně rychle v nejjednodušší bezpečné sestavě.
Posádky by v uvedeném uspořádání podle společnosti mohly na stanici strávit až 30 dní. Při startu ovšem na palubě musí být uloženo maximální možné množství spotřebního materiálu a trvanlivých potravin pro všechny posádky, protože kapacita nákladu v lodích Crew Dragon není dostatečná, aby s astronauty uvezla všechny věci, které budou pro měsíční pobyt na stanici potřebovat.

## Design
Finální informace týkající se designu Haven-1 zveřejnila Vast Space v říjnu 2024.
Stanici bude tvořit jediný modul válcového tvaru o průměru 4,4 metru, na jedné straně s kuželovitým zakončením, na druhé straně se spojovacím portem pro připojení kosmických lodí s posádkou. Celková délka objektu dosáhne 10,1 metru a objem hermetizovaného prostoru bude 80 metrů krychlových, takže se modul vejde do standardního krytu nákladu rakety Falcon 9. Vast Space zpočátku pracovala se 2 variantami hlavní konstrukce modulu – z hliníku a z nerezové oceli. V únoru 2024 padlo definitivní rozhodnutí ve prospěch hliníku.
Pohonný systém vytvořila společnost Impulse Space. Jeho jádrem je 48 trysek Saiph, každá o tahu 22 newtonů, které výrobce z velké části tiskne na 3D tiskárnách. Pohonnými látkami jsou oxid dusný a etan.
Na vnějším plášti bude umístěno 12 rozkládacích solárních polí, která budou modulu Haven-1 dodávat celkem 14,4 kW elektřiny.
Na obyvatelný prostor pro posádku připadne 45 m3 a kromě odpočinkových kójí pro její členy, prostoru se skleněnou kopulí o průměru 110 centimetrů pro pozorování a fotografování Země a jednoduchého vybavení po udržování fyzické kondice astronautů v něm bude laboratoř se zařízením Haven-1 Lab, označovaným za výzkumnou, vývojovou a výrobní platformou stanice. Každý z jeho 10 slotů bude schopen pojmout ve standardizovaných boxem výzkumy a experimenty o hmotnosti až 30 kilogramů a elektrickém příkonu až 100 wattů.

## Příprava a průběh letu
V dubnu 2024 informoval generální ředitel Vast Space Max Haot, že společnost dokončila modelový prototyp (pathfinder), na němž pracovala od listopadu 2023, aby ověřila svou schopnost vybudovat všechny kritické geometrie, přechody a rozhraní na primární struktuře (těle) vyvíjeného modulu, a že dalším cílem bude sestavení tzv. kvalifikačního kusu, který bude podroben tlakovým a dalším zátěžovým zkouškám.
V květnu 2024 Vast Space dokončila kvalifikační proces prvního rozkládacího solárního pole.
Společnost vyzvala v srpnu 2024 ke spolupráci uchazeče o provedení vědeckých výzkumů a demonstrací a výzvu koncem ledna 2025 zopakovala společně se SpaceX.
Klíčové tlakové a zátěžové zkoušky kvalifikačního kusu Vast Space úspěšně dokončila v poslední lednový den roku 2025, přičemž již ve stejném měsíci zahájila výrobu kusu, který skutečně poletí do vesmíru. Hotov by měl být v červenci 2025. Společnost současně zveřejnila upravený harmonogram, podle nějž bude do prosince 2025 integrovat primární strukturu (tělo) modulu se všemi technologiemi a dalším vybavením. Následovat bude tříměsíční integrované testování dokončeného modulu v Glennově výzkumném středisku NASA (akusické, vibrační, elektromagnetikcé a tepelné testy). Na duben a květen 2026 v plánu připadají předstartovní operace v místě startu.
V květnu 2025 Vast Space ve spolupráci s NASA dokončila v Marshallově letovém středisku testování kritického systému filtrace vzduchu, které potvrdilo, že systém dokáže udržovat bezpečné a zdravé prostředí pro astronauty ve všech plánovaných fázích mise Haven-1.

### Plánovaný průběh letu
Modul (vesmírná stanice) Haven-1 odstartuje „nejdříve květnu 2026” z některého z obvyklých startovních míst raket Falcon 9. Po odpojení od druhého stupně Falconu 9 se pomocí svého pohonného systému dostane na určenou oběžnou dráhu, kde bude čekat na přílet první posádky. Na webu společnosti Vast Space bylo v lednu 2025 uvedeno, že stanice bude létat na dráze se sklonem 51,6 stupně a výškou 425 kilometrů, což jsou prakticky totožné parametry, jaké má i dráha Mezinárodní vesmírné stanice. To ovšem neznamená, že by šlo o identickou dráhu.
Podle harmonogramu zveřejněného v únoru 2025 si uvedení všech systémů modulu do provozu vyžádá asi měsíc a následně, tedy „nejdříve koncem června 2026” přiletí první posádka na asi 14denní misi.
Při podpisu memoranda o spolupráci s Českou republikou, mimo jiné o možném letu astronauta ESA Aleše Svobody s Vast Space, uvedl Max Haot, že společnost pro Haven-1 počítá s až čtyřmi krátkodobými misemi. Podle některých hlasů se modul později může stát součástí rozsáhlejší struktury svého nástupce, plánované vesmírné stanice Haven-2.

## Připojené kosmické lodi
| č. | Těleso      | Mise   | Posádka                     | Start (UTC)           | Připojení k (UTC) | Odpojení (UTC) | Doba spojení s Haven-1 | Přistání (případně zánik) (UTC) |
| -- | ----------- | ------ | --------------------------- | --------------------- | ----------------- | -------------- | ---------------------- | ------------------------------- |
| 1  | Crew Dragon | Vast-1 | členové zatím nebyli určeni | srpen 2025 (nejdříve) |                   |                |                        |                                 |

(Zeleně jsou označeny pokračující mise)